# San Mateo (Cantabria)

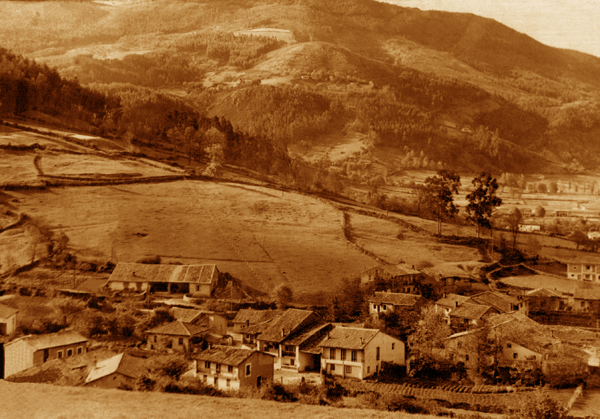
Barrio El Isprón, años 60.

San Mateo là một đô thị của Los Corrales de Buelna, Cộng đồng tự trị Cantabria Tây Ban Nha. Đô thị San Mateo có diện tích 40,4 kilômét vuông, dân số theo điều tra năm 2010 của Viện thống kê quốc gia Tây Ban Nha là 290 người. Đô thị San Mateo (Cantabria) nằm ở khu vực có độ cao 90 mét trên mực nước biển.